# Teheranska konferencija
Teheranska konferencija je konferencija najviših predstavnika Saveznika u Drugom svjetskom ratu, održana u Teheranu, 28. studenog – 1. prosinca 1943. Sudjelovali su britanski premijer Winston Churchill, američki predsjednik Franklin Delano Roosevelt i generalni sekretar Komunističke partije Sovjetskog saveza Josif Staljin, te njihovi najviši vojni i politički suradnici. 
U vrijeme održavanja konferencije bilo je jasno da Sile Osovine gube rat: Italija je već kapitulirala, a Njemačka i Japan bili su u defanzivi. Njihov je otpor međutim bio još vrlo jak i pred Saveznicima su stajale teške zadaće. Težište diskusije bilo je na Europi: otvaranja "drugog fronta" od strane zapadnih saveznika (uz onaj u Italiji), operacije na Istočnom frontu, pomoć Narodnooslobodilačkoj borbi u Jugoslaviji, uvlačenje Turske u rat, poslijeratno uređenje Njemačke, buduće granice Poljske, sovjetski teritorijalni zahtjevi.
Unatoč razlikama u ocjenama i pogledima na neke političke i vojne probleme, saveznički predstavnici suglasili su se u opsegu i koordinaciji predstojećih operacija na istoku, zapadu i jugu Europe radi uništenja njemačke vojske. Postigli su i načelnu suglasnost i o glavnim političkim pitanjima. Donesene su odluke:
- Saveznici će pomagati partizanima u Jugoslaviji, četnici kao suradnici okupatora prestat će dobivati pomoć;
- uvući Tursku u rat na strani Saveznika;
- ako Turska zarati protiv Njemačke a Kraljevina Bugarska objavi rat Turskoj, SSSR će objaviti rat Bugarskoj;
- iskrcavanje zapadnih Saveznika u Francuskoj započet će u svibnju 1944., a u isto vrijeme Crvena armija će otpočeti veliku ofanzivu.

Predviđena je suradnja stožera zapadnih Saveznika i SSSR-a u pripremama za predstojeće operacije u Europi.
Razgovaralo se također o stvaranju Organizacije ujedinjenih naroda nakon rata.
Jugoslavija nije dobila titulu Saveznice.